# Società Sportiva Manfredonia Calcio 2005-2006
Questa pagina raccoglie le informazioni riguardanti la Società Sportiva Manfredonia Calcio nelle competizioni ufficiali della stagione 2005-2006.

## Rosa
| N. |                    | Ruolo | Calciatore              |
| -- | ------------------ | ----- | ----------------------- |
|    | Italia (bandiera)  | A     | Marco Ascenzi           |
|    | Ghana (bandiera)   | C     | Ahmed Barusso           |
|    | Italia (bandiera)  | P     | Domenico Botticella     |
|    | Italia (bandiera)  | C     | Umberto Brutto          |
|    | Italia (bandiera)  | D     | Antonio Calabro         |
|    | Italia (bandiera)  | A     | Francesco Caraciollese  |
|    | Italia (bandiera)  | D     | Roberto De Giosa        |
|    | Italia (bandiera)  | A     | Nico De Lucia           |
|    | Italia (bandiera)  | C     | Nicola De Santis        |
|    | Italia (bandiera)  | D     | Francesco Di Bari       |
|    | Italia (bandiera)  | D     | Giuseppe Di Bari        |
|    | Italia (bandiera)  | D     | Luigi Di Simone         |
|    | Italia (bandiera)  | D     | Gaetano Lonardo         |
|    | Brasile (bandiera) | C     | Rodrigo Batista Machado |

| N. |                      | Ruolo | Calciatore           |
| -- | -------------------- | ----- | -------------------- |
|    | Italia (bandiera)    | C     | Nicola Mariniello    |
|    | Italia (bandiera)    | C     | Michele Menolascina  |
|    | Italia (bandiera)    | C     | Walter Piccioni      |
|    | Italia (bandiera)    | D     | Luca Pierotti        |
|    | Italia (bandiera)    | A     | Mario Ricci          |
|    | Italia (bandiera)    | C     | Ivan Romito          |
|    | Filippine (bandiera) | C     | Simone Rota          |
|    | Italia (bandiera)    | P     | Luigi Sassanelli     |
|    | Italia (bandiera)    | A     | Nazzareno Tarantino  |
|    | Italia (bandiera)    | D     | Mario Terracciano    |
|    | Brasile (bandiera)   | C     | Rômulo Eugênio Togni |
|    | Italia (bandiera)    | D     | Stefano Trinchera    |
|    | Italia (bandiera)    | A     | Massimiliano Vadacca |

## Risultati

### Campionato

#### Girone di andata
| 28 agosto 2005 1ª giornata | Lucchese | 2 – 1 | Manfredonia |  |

| 4 settembre 2005 2ª giornata | Manfredonia | 3 – 1 | Acireale |  |

| 11 settembre 2005 3ª giornata | Torres | 1 – 1 | Manfredonia |  |

| 18 settembre 2005 4ª giornata | Manfredonia | 1 – 0 | Pistoiese |  |

| 25 settembre 2005 5ª giornata | Frosinone | 1 – 0 | Manfredonia |  |

| 2 ottobre 2005 6ª giornata | Manfredonia | 2 – 2 | Gela |  |

| 9 ottobre 2005 7ª giornata | Manfredonia | 1 – 0 | Chieti |  |

| 16 ottobre 2005 8ª giornata | Napoli | 3 – 0 | Manfredonia |  |

| 23 ottobre 2005 9ª giornata | Manfredonia | 0 – 0 | Massese |  |

| 6 novembre 2005 10ª giornata | Foggia | 0 – 0 | Manfredonia |  |

| 13 novembre 2005 11ª giornata | Manfredonia | 1 – 3 | Pisa |  |

| 20 novembre 2005 12ª giornata | Sangiovannese | 1 – 0 | Manfredonia |  |

| 27 novembre 2005 13ª giornata | Manfredonia | 1 – 3 | Lanciano |  |

| 2 dicembre 2005 14ª giornata | Juve Stabia | 0 – 2 | Manfredonia |  |

| 11 dicembre 2005 15ª giornata | Manfredonia | 2 – 1 | Martina |  |

| 15 dicembre 2005 16ª giornata | Grosseto | 0 – 0 | Manfredonia |  |

| 21 dicembre 2005 17ª giornata | Manfredonia | 2 – 0 | Perugia |  |

#### Girone di ritorno
| 8 gennaio 2006 18ª giornata | Manfredonia | 0 – 0 | Lucchese |  |

| 13 gennaio 2006 19ª giornata | Acireale | 2 – 3 | Manfredonia |  |

| 22 gennaio 2006 20ª giornata | Manfredonia | 2 – 3 | Torres |  |

| 29 gennaio 2006 21ª giornata | Pistoiese | 1 – 1 | Manfredonia |  |

| 5 febbraio 2006 22ª giornata | Manfredonia | 2 – 3 | Frosinone |  |

| 17 febbraio 2006 23ª giornata | Gela | 0 – 0 | Manfredonia |  |

| 24 febbraio 2006 24ª giornata | Chieti | 1 – 2 | Manfredonia |  |

| 5 marzo 2006 25ª giornata | Manfredonia | 0 – 1 | Napoli |  |

| 12 marzo 2006 26ª giornata | Massese | 0 – 0 | Manfredonia |  |

| 19 marzo 2006 27ª giornata | Manfredonia | 2 – 0 | Foggia |  |

| 26 marzo 2006 28ª giornata | Pisa | 2 – 0 | Manfredonia |  |

| 2 aprile 2006 29ª giornata | Manfredonia | 2 – 0 | Sangiovannese |  |

| 9 aprile 2006 30ª giornata | Lanciano | 0 – 0 | Manfredonia |  |

| 15 aprile 2006 31ª giornata | Manfredonia | 1 – 1 | Juve Stabia |  |

| 23 aprile 2006 32ª giornata | Martina | 2 – 1 | Manfredonia |  |

| 30 aprile 2006 33ª giornata | Manfredonia | 2 – 2 | Grosseto |  |

| 7 maggio 2006 34ª giornata | Perugia | 2 – 1 | Manfredonia |  |